# Квинзи

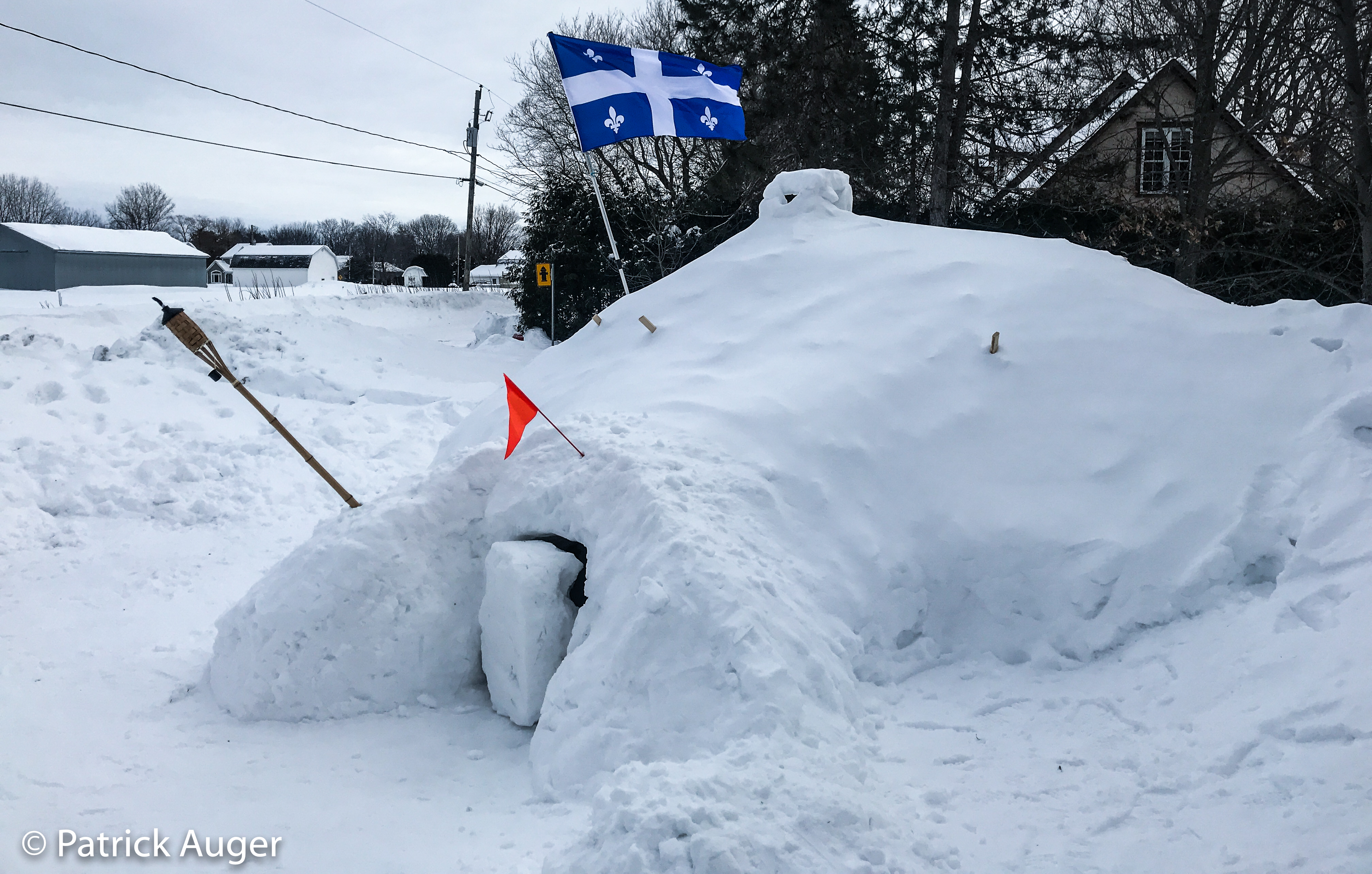
Квинзи в Ланорайе, Квебек, Канада. Вход отмечен флагом, чтобы в случае шторма его легче было заметить спасателям

Квинзи (англ. quinzhee, англ. quinzee, англ. quinzy; /ˈkwɪnziː/; куинджи, куинзи, квинжи, квинси) — временное снежное укрытие канадских лесных индейцев (атабасков, похожее на снежную хижину иглу, но сделанное из большой груды рыхлого снега, который сначала формируется, а затем выкапывается, в отличие от иглу, который строится из блоков твёрдого снега, и снежной пещеры, которая просто выкапывается в толстом слое снега. Слово квинзи имеет атабаскское происхождение, и вошло в английский язык в 1984 году. Квинзи может быть сделан для зимнего кемпинга и в целях выживания или для удовольствия в турпоходах.
Подобный, но более сложный снежный домик называется лумитало (фин. lumitalo «снежный дом») и имеет финское происхождение.

## Архитектура
Высота внутреннего помещения квинзи обычно позволяет находиться сидя или в полуприседе, но не стоя.
Снег для квинзи не требуется того же качества, что для иглу. Квинзи обычно не предназначены для постоянного проживания, в то время как иглу можно использовать для сезонного укрытия. Строительство квинзи гораздо легче, чем иглу, хотя он менее устойчив и более склонен к разрушению в суровых погодных условиях. Квинзи обычно строятся при необходимости, как средство выживания, поэтому эстетические и долгосрочные жилищные условия заменяются на экономию времени и материалов.
Квинзи, как правило, строятся на плоской поверхности, где снега в изобилии при температуре холоднее −4 °C. Строителями разрыхляются слои естественно выпавшего снега с тщательным перемешиванием нижнего и верхнего его слоёв для усиления спекания, тем самым усиливая структуру материала и надёжность строения. Снег обычно сваливают в кучу высотой от 1,5 до 2 метров и диаметром от 3 до 4 метров и оставляют на спекание как минимум на 2 часа, что позволяет гомогенизировать температуру и влажность в снегу, а кристаллам снега соединяться друг с другом. Утрамбовка может ускорить процесс склеивания и укрепить структуру. Маленькие палочки, примерно от 30 до 35 см, вдавливаются в конструкцию, чтобы служить в качестве определителей толщины при изготовлении внутренней полости. По словам Халфпенни (англ. James C. Halfpenny) и Озане (англ. Roy Ozanne, Johnson), стенка в основании должна иметь ширину не менее 30 см, в верхней части — около 20 см, хотя возможны толщины основания стен более 60 см.
Раскопки могут быть выполнены быстрее, если большие комья снега будут вырезаны и вынуты через большую временную дверь раскопок. Прочность увеличивается, когда все поверхности внутренних стен и потолков сделаны по кривой, без плоскостей. После завершения строительства, временный вход можно навсегда заблокировать, используя ранее извлечённые комья, и в наиболее желательном месте вырезать меньший постоянный вход. Время и усилия требуемые для того, чтобы выкопать центр квинзи можно уменьшить, сложив снег в форме пустотелого сооружения на месте будущей полости с помощью кучи снежных комьев, а также используя что-то в виде палатки или купола.
Если температура в помещении поднимется выше точки замерзания, это может значительно ослабить укрытие, особенно если температура наружного воздуха близка к замерзанию. Перед сном на стенах просверливаются небольшие воздушные отверстия для циркуляции воздуха, потому что замерзание стены изнутри может привести к удушью. Небольшое отверстие протыкается через потолок для избежания капания талой воды, неровные или шероховатые поверхности сглаживают, чтобы направить поток воды вниз по стенам для сбора её по краям. Негерметичное тканевое дверное покрытие минимизирует количество холодного воздуха, поступающего в квинзи. Пустая, хорошо сложенная снежная структура, возраст которой — 16 или более часов, при температуре ниже −12 °C может быть достаточно прочной, чтобы выдержать группу взрослых, стоящих на ней.

## Опасности
Все снежные укрытия со временем разрушаются или тают. Квинзи могут разрушаться из-за плохих снежных условий, тёплой погоды, проливного дождя, проблем со строительством (удары по несущей стене), неспособности дать снегу достаточно долго спекаться или от людей, поднимающихся на них. Обрушение тяжёлого слёгшегося снега представляет опасность удушья для жителей квинзи.
Квинзи не используются, если температура выше −4 °C из-за риска обрушения. Наибольший риск обрушения возникает в процессе рытья. Более длительное время спекания, как правило, снижает риск обрушения жилища. Чтобы уменьшить чрезмерную нагрузку на крышу квинзи, сначала выкапывается потолок помещения, а затем внутренние стены и пол. Один человек находится вне квинзи для подстраховки, а другой копает внутри. Перед сном помещается лопата, нож, ветвь дерева, походные или лыжные палки либо что-то подобное возле головы спящего человека для поддержки крыши от обрушения или чтобы сломать падающую крышу и создать воздушный зазор, и/или как инструмент для выкапывания. Одна лопата оставляется снаружи, чтобы пометить вход и помочь спасателям выкопать жильцов. Некоторые пользователи предпочитают, чтобы маркер оставлялся вне квинзи, ближайшего к головам спящих жильцов, чтобы указать, где спасатели должны начать копать.

## Лумитало
Лу́митало (фин. lumitalo) — похожий на квинзи, но более сложный снежный дом из снега. Слово является финским по происхождению.
Город Хоутон, штат Мичиган, строит лумитало в рамках своего ежегодного зимнего карнавала, проводимого Мичиганским технологическим университетом.

## Галерея

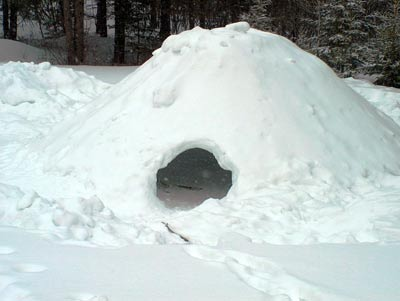
Экстерьер квинзи с видом на вход
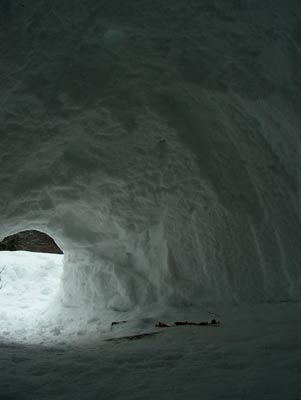
Квинзи: вид изнутри
Интерьер квинзи, вид изнутри